# BLANCO (Partei)
BLANCO, niederländisch Partij BLANCO, bzw. französisch Parti BLANCO, oder zusammengenommen Parti.j BLANCO („BLANCO-Partei“), ist eine die Sprachgruppen übergreifende politische Partei in Belgien. BLANCO ist eine Ein-Themen-Partei und wurde nach eigenem Bekunden gegründet, um den Wählern, die keiner der antretenden Parteien eine Stimme geben wollen, eine Möglichkeit der politischen Äußerung und eine Vertretung im Parlament zu geben.

## Parteigeschichte
In Belgien herrscht Wahlpflicht. Die Wahlbeteiligung bei Wahlen liegt im Allgemeinen bei etwa 90 Prozent. Meinungsumfragen zeigten jedoch, dass die Wahlmüdigkeit erheblich ist. Neben den etwa 10 Prozent Nichtwählern gibt es solche, die leere oder ungültige Stimmzettel abgeben. Bei der Parlamentswahl 2019 machten die Nichtwähler und die leeren bzw. ungültigen Stimmzettel zusammen 17 Prozent der Wählerschaft, entsprechend etwa 1,4 Millionen Stimmbürgern aus. In einer Umfrage vor der letzten föderalen Wahl 2024 erklärten 42 Prozent der befragten Bewohner der Wallonie, dass sie ohne Wahlpflicht nicht zur Wahl gehen würden. In Brüssel und Flandern lagen die entsprechenden Zahlen bei 29 und 24 Prozent. Vor diesem Hintergrund wurde 2023 durch Laurent Ryckaert die Partei BLANCO gegründet. Kernanliegen der Partei ist es, das Wahlsystem so zu ändern, dass Wähler für einen freien Sitz im Parlament stimmen können. Statt für extreme Parteien zu stimmen, sollten vom politischen System enttäuschte Wähler ihre Stimme der Partei BLANCO geben. Es sei auch keine Alternative, den Wählern zu sagen, dass sie leere oder ungültige Stimmzettel abgeben könnten, da diese Stimmen als ungültig gewertet und verfallen würden. Anstatt alle diese leeren und ungültigen Stimmen, sowie die Nichtwähler zu ignorieren, bzw. deren Stimmenanteile auf die ins Parlament gekommenen Parteien umzuverteilen, wäre es sinnvoller, die zugehörigen Parlamentssitze einfach leer zu lassen. Dies sei gerechter und bedeutete auch eine Kostenersparnis, so BLANCO. Die leeren Sitze könnten auch die Politiker dazu veranlassen, sich mehr um die Wähler zu bemühen.
Ryckaert kündigte an, dass die gewählten Vertreter von BLANCO zwar im Plenarsaal anwesend sein, aber sich bei jeder Abstimmung der Stimme enthalten würden. Sie würden auch nicht in Ausschüssen mitwirken und nur für den angestrebten Gesetzentwurf zur Wahlsystemänderung stimmen. Sobald dieser Gesetzesentwurf umgesetzt sei, würde sich die Partei wieder auflösen und nicht mehr an Wahlen teilnehmen.
Darauf angesprochen, wie er die für eine Verfassungsänderung notwendige Zweidrittelmehrheit im Parlament zusammenbekommen wolle, erklärte Ryckaert, dass dies eine große Aufgabe sei und man dies „mit Ethikern, Philosophen und Verfassungsspezialisten untersuchen“ müsse.
Politikwissenschaftler zeigten sich vom Konzept der neuen Partei nicht vollständig überzeugt. Eine solche Ein-Themen-Partei, die nur ein einziges Ziel verfolge, könne auch die Politikverdrossenheit weiter befeuern. Es sei besser, nach vollständigen politischen Programmen zu suchen, die die Menschen überzeugten.
Bei der Parlamentswahl in Belgien am 9. Juni 2024 gewann die Partei 75.683 Stimmen (1,08 %) und kein Abgeordnetenmandat.